# Харьковское (Костанайская область)
Харьковское (каз. Харьков) — село в Мендыкаринском районе Костанайской области Казахстана. Административный центр Сосновского сельского округа. Код КАТО — 395659100.

## Население
В 1999 году население села составляло 914 человек (441 мужчина и 473 женщины). По данным переписи 2009 года, в селе проживали 842 человека (416 мужчин и 426 женщин). По данным переписи 2021 года, в селе проживало 806 человек (408 мужчин и 398 женщин).